# Liste der Gedenktafeln in Berlin-Marzahn
Die Liste der Gedenktafeln in Berlin-Marzahn enthält die Namen, Standorte und, soweit bekannt, das Datum der Enthüllung von Gedenktafeln.
Die Liste ist nicht vollständig.

## Marzahn
| Bild | Name                                                | Standort                 | Datum der Enthüllung |
| ---- | --------------------------------------------------- | ------------------------ | -------------------- |
|      | Helmut Baierl                                       | Allee der Kosmonauten 68 |                      |
|      | Grundsteinlegung für Marzahn und Hellersdorf        | Allee der Kosmonauten 68 |                      |
|      | Georg Knorr                                         | Georg-Knorr-Straße 4     |                      |
|      | Konfuzius                                           | Eisenacher Straße 99     |                      |
|      | Dorothee Poelchau und Harald Poelchau               | Märkische Allee 170A     |                      |
|      | Dorothee und Harald Poelchau                        | Märkische Allee 170A     |                      |
|      | Sozialistischer Wohnungsbau                         | Allee der Kosmonauten 68 |                      |
|      | Sozialistischer Wohnungsbau                         | Marchwitzastraße 43      |                      |
|      | Nguyễn Tấn Dũng                                     | Heinz-Graffunder-Park    |                      |
|      | Nguyễn Văn Tú                                       | Brodowiner Ring 17       |                      |
|      | Nguyễn Văn Tú                                       | Marzahner Promenade 55   |                      |
|      | Zerstörte Vielfalt                                  | Helene-Weigel-Platz 8    |                      |
|      | Clara Zetkin – Gedenken In Marzahn-Hellersdorf      | Clara-Zetkin-Park        |                      |
|      | Clara Zetkin – Abgeordnete und Antifaschistin       | Clara-Zetkin-Park        |                      |
|      | Clara Zetkin – Lehrerin, Liebende, Mutter           | Clara-Zetkin-Park        |                      |
|      | Clara Zetkin – Sozialistische Fraueninternationale  | Clara-Zetkin-Park        |                      |
|      | Clara Zetkin – Vorkämpferin für Arbeiterinnenrechte | Clara-Zetkin-Park        |                      |
|      | Clara-Zetkin-Park                                   | Clara-Zetkin-Park        |                      |
|      | Clara Zetkin                                        | Clara-Zetkin-Park        |                      |
|      | Zwangslager Berlin-Marzahn                          | Otto-Rosenberg-Platz     |                      |